# Adam Tomaszewski (językoznawca)
Adam Tomaszewski (ur. 11 grudnia1895 w Łopiennie, zm. 30 kwietnia 1945 w Kirschau) – polski językoznawca, pedagog, badacz gwar wielkopolskich i powstaniec wielkopolski.

## Życiorys
Urodził się 11 grudnia 1895 w Łopiennie, w rodzinie Adama i Stanisławy z Brenków. Ukończył gimnazjum klasyczne w Wągrowcu. Uczestniczył w strajku szkolnym w 1906 roku, był członkiem Towarzystwa Tomasza Zana. Studiował na wydziale filologicznym uniwersytetu w Berlinie. Podczas I wojny światowej służył w wojsku niemieckim na froncie wschodnim. Uczestniczył w powstaniu wielkopolskim, później wstąpił ochotniczo do Wojska Polskiego.
Od 4 czerwca 1920 był mężem Felicji Bensch. W 1921 roku ukończył studia w Poznaniu. Od 1921 roku był nauczycielem gimnazjum państwowego w Poznaniu. W 1929 roku obronił doktorat pracą Gwara Łopienna i okolicy w północnej Wielkopolsce, w 1936 roku uzyskał habilitację za pracę Mowa tzw. Mazurów wieleńskich, wówczas podjął pracę na Uniwersytecie Poznańskim. Otrzymał medal srebrny UP. Był członkiem zarządu Koła Miłośników Języka Polskiego i Polskiego Towarzystwa Językoznawczego oraz członkiem Instytutu Zachodnio-Słowiańskiego przy UP. Przed wojną rozpoczął pracę na słownikiem gwar wielkopolskich, lecz nie udało mu się go ukończyć, a większość materiałów uległa zniszczeniu. Został aresztowany przez gestapo, zmarł wracając z obozu koncentracyjnego.

## Upamiętnienie
Jego imieniem nazwana jest ulica na poznańskim Piątkowie.

## Publikacje
- Gwara Łopienna i okolicy w północnej Wielkopolsce, Kraków 1930[3]
- Mowa ludu wielkopolskiego (1934)[1]
- Mowa tzw. Mazurów wieleńskich (Slavia Occidentalis, t. 14, 1935)[3]